# Hae Mo-su di Buyeo
Hae Mo-su (해모수?, 解慕漱?) (...) fu il fondatore di Buyeo. Secondo il Samguk sagi, Hae Mo-su fu il padre del fondatore di Goguryeo, Jumong (주몽?, 朱蒙LR). Secondo il Samguk yusa, Hae Mo-su era il figlio del cielo, che cavalcò su un carro con cinque draghi per fondare Bukbuyeo (Buyeo settentrionale).
Secondo la leggenda, Jumong era il figlio di Hae Mo-su e Yuhwa, figlia di Habaek, dio del fiume Amnok, o, secondo altre interpretazioni, il dio del Sole Haebak (해밝?). In ogni caso, Hae Mo-su non appare nei documenti antichi cinesi, né sulla stele di Gwanggaeto che descrive la fondazione di Goguryeo. Si pensa che Goguryeo integrò la leggenda della fondazione di Buyeo dopo che la prima conquistò la seconda.

## Famiglia
- Consorte: Yuhwa[2]
  - Figlio: Dongmyeong di Goguryeo[2]